# Hugo Gamper

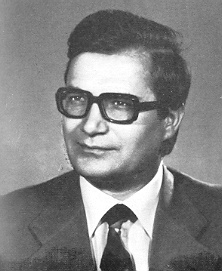
Hugo Gamper

Hugo Gamper (* 21. Februar 1934 in St. Walburg, Ulten; † 21. August 1979 bei der Brixner Hütte) war ein Südtiroler Rechtsanwalt und Politiker.

## Biographie
Gamper besuchte das Gymnasium am Johanneum in Dorf Tirol und legte am Beda-Weber-Gymnasium in Meran seine Matura ab. Anschließend studierte er an der Universität Padua Rechtswissenschaften. Ab 1957 praktizierte er in der Kanzlei von Roland Riz in Bozen, 1959 erhielt er seine Zulassung als Rechtsanwalt. Als Strafverteidiger war Gamper, seit 1963 verheiratet und Vater von vier Kindern, in mehrere Prozesse im Umfeld des BAS involviert. Daneben engagierte er sich politisch in der Südtiroler Volkspartei (SVP). 1960 wurde er in den Gemeinderat von Ulten gewählt, von 1962 bis 1964 stand er seiner Heimatgemeinde als Bürgermeister vor. Ab 1969 war der langjährige Obmann der SVP-Ortsgruppe Bozen-Zentrum Vize-Bürgermeister der Stadt Bozen. 1973 trat er von seinem kommunalpolitischen Amt zurück und kandidierte erfolgreich für den Südtiroler Landtag und damit gleichzeitig den Regionalrat Trentino-Südtirol. 1976 trat Gamper auch von diesen Mandaten zurück, um bei den italienischen Parlamentswahlen zu kandidieren, bei denen er in die Abgeordnetenkammer einziehen konnte. Keine zwei Monate nach seiner Wiederwahl im Rahmen der Parlamentswahlen 1979 starb er während einer Wanderung nahe der Brixner Hütte auf dem Pfunderer Höhenweg. Seit 1982 erinnert dort ein Gedenkstein an den Politiker.